# Paolo Pezzi
Paolo Pezzi FSCB (Russi, Emilia-Romagna, 8 de agosto de 1960) é um religioso italiano e arcebispo católico romano de Moscou e metropolita da província eclesiástica de mesmo nome. De 2011 a 2017 foi também Presidente da Conferência Episcopal Russa.

## Biografia
Paolo Pezzi estudou filosofia e teologia na Pontifícia Universidade de São Tomás de Aquino, em Roma, de 1985 a 1990. Em 22 de dezembro de 1990 foi ordenado sacerdote na Sociedade dos Missionários de São Carlos Borromeu em Roma pelo Cardeal Ugo Poletti. Após concluir o doutorado em teologia pastoral na Pontifícia Universidade Lateranense, obteve seu doutorado com uma tese sobre "Católicos na Sibéria - Origens, Perseguição, Hoje". Ele trabalha na Rússia desde 1993.
De 1993 a 1998, Pezzi foi diretor do jornal da Igreja Católica e reitor da Administração Apostólica da Sibéria Ocidental (desde 2002 Bispado da Transfiguração de Novosibirsk). De 1998 a 2005 foi Vigário Geral da Sociedade Sacerdotal dos Missionários de S. Charles Borromeo (FSCB) envolvido na liderança da ordem. Ao mesmo tempo, assumiu a liderança do movimento Comunione e Liberazione para a Rússia. Em 2004, Pezzi tornou-se professor no seminário "Maria Rainha dos Apóstolos" em São Petersburgo, desde 2006 seu regente.
Em 2007, o Papa Bento XVI o nomeou Arcebispo da Arquidiocese da Mãe de Deus em Moscou. Seu predecessor e atual arcebispo de Minsk-Mohilev, Tadeusz Kondrusiewicz, doou a ele a consagração episcopal em 27 de outubro de 2007; os co-consagradores foram Joseph Werth SJ, Bispo da Transfiguração de Novosibirsk, e o Arcebispo Antonio Mennini, Núncio Apostólico na Rússia.
Arcebispo Pezzi foi eleito em 21 de janeiro de 2011 como Presidente da Conferência dos Bispos Católicos da Rússia. No mesmo ano, recebeu a cidadania russa. Em 2012 foi nomeado membro do Pontifício Conselho Cor Unum.
Ele é o primeiro Grão Prior da província russa dos Cavaleiros do Santo Sepulcro de Jerusalém.